# Никодим (Коракис)
Митрополи́т Никоди́м (греч. Μητροπολίτης Νικόδημος, в миру Констанди́нос Кораки́с греч. Κωνσταντίνος Κορακής; род. 1942, Сифнос, Южные Эгейские острова) — епископ Элладской православной церкви (формально также Константинопольской православной церкви), митрополит Кассандрийский (с 2001).

## Биография
Родился в 1942 году на острове Сифносе, в Греции.
В 1967 году окончил богословский институт Афинского университета. В 1965 году был хиротонисан во диакона, а в 1969 году — во пресвитера, после чего служил проповедником в Пирейской митрополии.
С 1974 года был протосинкеллом Неакринийской митрополии.
13 января 2001 года был хиротонисан в сан епископа и возведён в достоинство митрополита Кассандрийского.